# Mitrofan Moisiejew
Mitrofan Aleksiejewicz Moisiejew, ros. Митрофан Алексеевич Моисеев (ur. 16 listopada 1894 r. w stanicy Bakłanowskaja w Rosji, zm. 4 października 1984 r. w Adelaide) – rosyjski wojskowy, współpracował z Niemcami podczas II wojny światowej
Ukończył woroneski korpus kadetów w szkole wojskowej w Kijowie. Brał udział w I wojnie światowej w szeregach 14 Mitawskiego Pułku Kawalerii. W 1917 r. przeszedł do 1 Korniłowskiego Pułku Szturmowego. Został odznaczony Krzyżem Św. Grzegorza. Pod koniec 1917 r. wstąpił do wojsk Białych. Do grudnia 1918 r. służył w Korniłowskim Pułku Uderzeniowym, a następnie 1 Brygadzie Piechoty Kozaków dońskich. Na pocz. 1920 r. przeszedł do 1 Pułku Piechoty Kozaków dońskich. W marcu tego roku w rejonie Noworosyjska dostał się do niewoli sowieckiej i został osadzony w obozie jenieckim w Rostowie nad Donem, a potem w Riazaniu. Tam zmobilizowano go do armii bolszewickiej. Walczył na polskim froncie, ale zdezerterował. Wstąpił do Pułku Krasnowskiego 3 Armii Rosyjskiej w Polsce. W 1921 r. zamieszkał w Grodnie. Po ataku wojsk niemieckich i sowieckich na Polskę we wrześniu 1939 r., wyjechał do Wilna, potem Jugosławii, a ostatecznie Niemiec. W okresie II wojny światowej podjął współpracę z Niemcami. Współuczestniczył w formowaniu kozackich oddziałów wojskowych w służbie armii niemieckiej. Popierał Rosyjski Ruch Wyzwoleńczy kierowany przez gen. Andrieja A. Własowa. Na początku 1945 r. został awansowany do stopnia generała majora przez atamana wojskowego Kozaków dońskich gen. Grigorija W. Tatarkina. Po zakończeniu wojny wyemigrował do Australii.